# 생리심리학
생리 심리학(Physiological psychology)은 통제된 실험에서 인간이 아닌 동물 피험자의 뇌를 직접 조작하여 지각과 행동의 신경 메커니즘을 연구하는 행동 신경과학(behavioral neuroscience 또는 생물 심리학,biological psychology)의 하위 부문이다. 이 심리학 분야는 뇌와 인간 행동을 연구할 때 경험적이고 과학적인 실용적인 접근 방식을 취한다. 이 분야의 대부분의 과학자들은 마음이 신경계에서 비롯된 현상이라고 전제한다. 신경계의 메커니즘에 대한 지식을 연구하고 습득함으로써 생리 심리학자들은 인간 행동에 대한 많은 진실을 밝혀 낼 수 있다. 생물학적 심리학 내의 다른 세분화와 달리 심리학 연구의 주요 초점은 뇌-행동 관계를 설명하는 이론의 개발이다.

## 같이 보기
- 뇌신경해부학